# Selva El Toro
La selva El Toro es un lugar silvestre que contiene aproximadamente 10 000 hectáreas (40,5 km²) del Sistema de Preservación de Áreas Salvajes Nacionales y se encuentra situado en la parte dentro del Bosque nacional El Yunque (antes el Bosque Nacional del Caribe), en la isla de Puerto Rico. El Toro, el nombre del pico más alto en el bosque de 3524 pies (1074 m), es la única área tropical en el Sistema Nacional de Bosques de los Estados Unidos. 
Es el hogar de una gran variedad de vida silvestre, incluyendo la críticamente amenazada Cotorra de Puerto Rico. En orden descendente y de acuerdo a la superficie de la selva se encuentran algunos de los municipios de Río Grande, Naguabo, Las Piedras y Canóvanas.
Esta área silvestre está protegida por el Servicio Forestal de los Estados Unidos.